# Maxim Telitsyn
Maxim Vasílievich Telitsyn –en ruso, Максим Васильевич Телицын– (Kúibyshev, URSS, 28 de diciembre de 1990) es un deportista ruso que compite en remo.
Ganó dos medallas de plata en el Campeonato Mundial de Remo, en los años 2017 y 2019, y una medalla de oro en el Campeonato Europeo de Remo de 2017.

## Palmarés internacional
| Campeonato Mundial | Campeonato Mundial        | Campeonato Mundial | Campeonato Mundial        |
| Año                | Lugar                     | Medalla            | Prueba                    |
| ------------------ | ------------------------- | ------------------ | ------------------------- |
| 2017               | Sarasota (Estados Unidos) | Medalla de plata   | Cuatro sin timonel ligero |
| 2019               | Ottensheim (Austria)      | Medalla de plata   | Dos sin timonel ligero    |
| Campeonato Europeo |                           |                    |                           |
| Año                | Lugar                     | Medalla            | Prueba                    |
| 2017               | Račice (República Checa)  | Medalla de oro     | Cuatro sin timonel ligero |